# Hemerobius nairobicus
Hemerobius nairobicus is een insect uit de familie van de bruine gaasvliegen (Hemerobiidae), die tot de orde netvleugeligen (Neuroptera) behoort. 
Hemerobius nairobicus is voor het eerst wetenschappelijk beschreven door Navás in 1910.